# Franqueville (Eure)
Franqueville ist eine französische Gemeinde mit 304 Einwohnern (Stand 1. Januar 2022) im Département Eure in der Region Normandie.

## Geografie
Franqueville liegt in Nordfrankreich am Ostrand der Landschaft Lieuvin, 53 Kilometer südöstlich von Le Havre, 12 Kilometer nordöstlich von Bernay, dem Sitz der Unterpräfektur des Arrondissements, und 2,5 Kilometer südwestlich des Kantonshauptorts Brionne an der Autoroute A28 (Autobahn) und der Route départementale D438. Die Weiler und Gehöfte Le Quesney, Les Pérelles, Folleville, La Petite-Notre-Dame und Cochet gehören zur Gemeinde. Franqueville liegt auf einer mittleren Höhe von 143 Metern über dem Meeresspiegel. Die Mairie steht auf einer Höhe von 142 Metern. Nachbargemeinden sind Saint-Cyr-de-Salerne im Nordwesten, Brionne im Nordosten, Aclou im Südosten und Hecmanville im Westen. Das Gemeindegebiet hat eine Fläche von 303 Hektar.
Die Gemeinde ist einer Klimazone des Typs Cfb (nach Köppen und Geiger) zugeordnet: Warmgemäßigtes Regenklima (C), vollfeucht (f), wärmster Monat unter 22 °C, mindestens vier Monate über 10 °C (b). Es herrscht Seeklima mit gemäßigtem Sommer.

## Geschichte

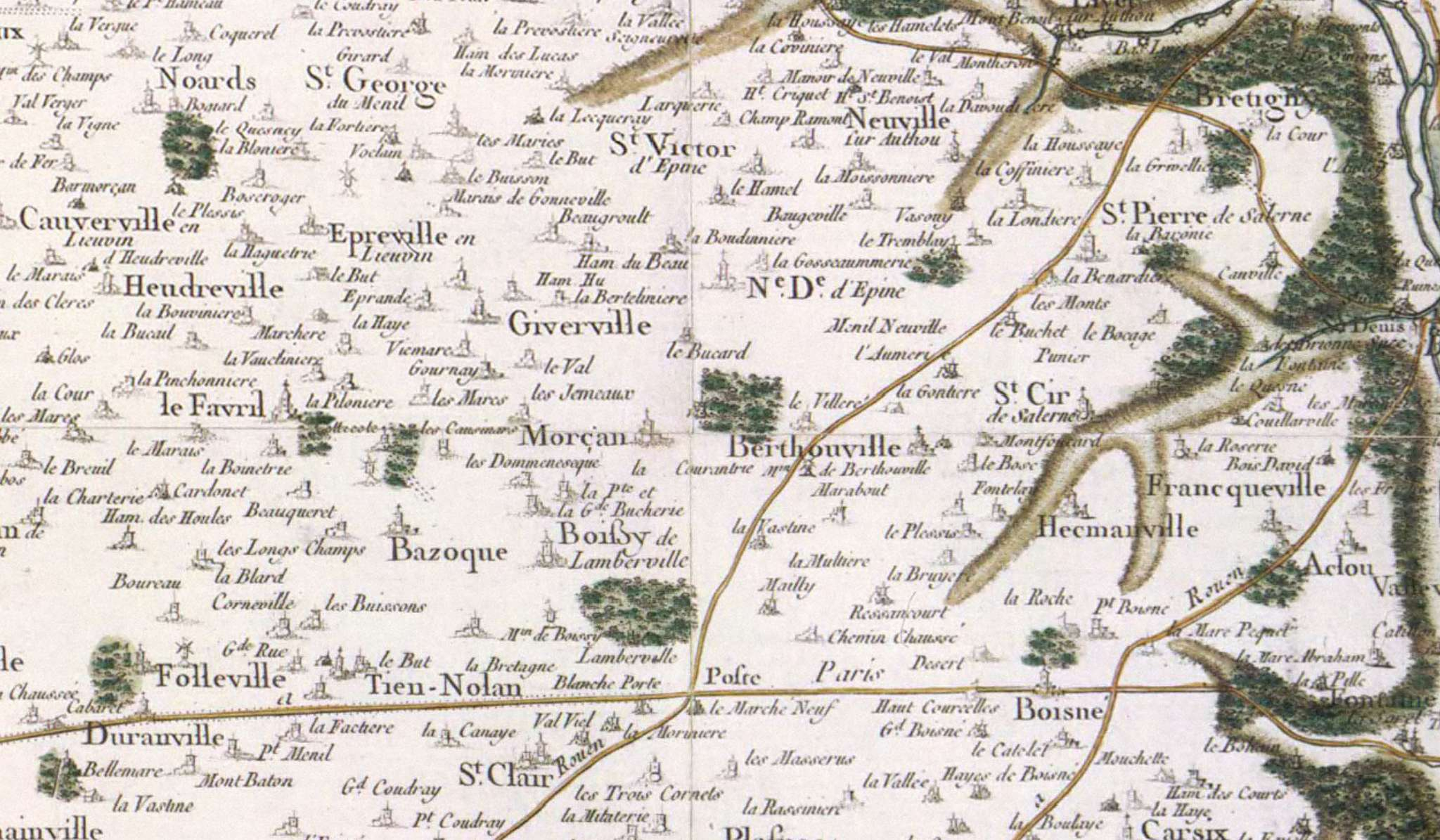
Detail der Lisieux-Honfleur-Karte von César François Cassini de Thury (1714–1784), Franqueville liegt etwas unterhalb der Mitte auf der rechten Seite

Franqueville liegt an der alten Römerstraße, die Brionne (Breviodurum) mit Dreux (Durocasses) verband.
Der Name Franqueville stammt nicht aus dem lateinischen, wo franca fränkisch bedeutet, sondern vom alten germanischen Wort „frank“ (frei). Orte wie Franqueville und Francheville waren im Mittelalter von feudalen Steuern befreit.
Im 12. Jahrhundert gehörte das Lehen Franqueville Simon de Franqueville, der urkundlich bezeugt ist, weil er zwei seiner anderen Lehen an die Abtei Le Bec abtrat.
In einer Urkunde aus der Zeit von Richard II. von England (1367–1400) wird Franqueville Villafranca genannt. Im Kopialbuch der Priorei La Sainte-Trinité von Beaumont-le-Roger wird Franqueville mehrfach erwähnt, 1314 als Franquevilla in einem Erbpachtvertrag, und 1334 schon als Franqueville, als Wohnort des Seigneurs du Bois von Bois-David.
1320 hatte Franqueville 40 Haushalte. Nachdem das Lehen Franqueville mehrfach durch Heirat in andere Familien gelangte, fiel es 1469 an Jean de Longaunay und blieb bis 1668 im Besitz der Familie.
Hervé II. de Longaunay, Seigneur von Franqueville, war Generalleutnant der Basse-Normandie und fiel am 14. März 1590 in der Schlacht von Ivry. 1629 bekam Antoine de Longaunay, Seigneur de Franqueville, den Titel Chevalier und wurde Gouverneur von Carentan.
Am 6. November 1699 wurde Jacques III. Bulteau als Seigneur von Franqueville, Beaumont-le-Roger und Hecmanville urkundlich erwähnt, er war Beamter am Parlement de Normandie in Rouen. Seine Tochter und Erbin heiratete Pierre-Jean Grossin († 1772), der ebenfalls Beamter am Parlement de Normandie war.
Comte Louis-Jacques Grossin wurde 1791 durch die Französische Revolution (1789–1799) zur Auswanderung gezwungen. Nach der Rückkehr Ludwigs XVIII. kehrte er ebenfalls zurück und wurde Mitglied der Abgeordnetenkammer. Er starb 1838.
| Jahr      | 1793 | 1836 | 1872 | 1906 | 1921 | 1936 | 1982 | 2006 | 2017 |
| --------- | ---- | ---- | ---- | ---- | ---- | ---- | ---- | ---- | ---- |
| Einwohner | 290  | 347  | 207  | 133  | 80   | 80   | 174  | 260  | 332  |

Die meisten Einwohner hatte Franqueville 1836 (347), danach sanken die Einwohnerzahlen, die zu Beginn des 20. Jahrhunderts ihren Tiefpunkt erreichten. Seit 1982 steigen die Einwohnerzahlen wieder an.

## Kultur und Sehenswürdigkeiten

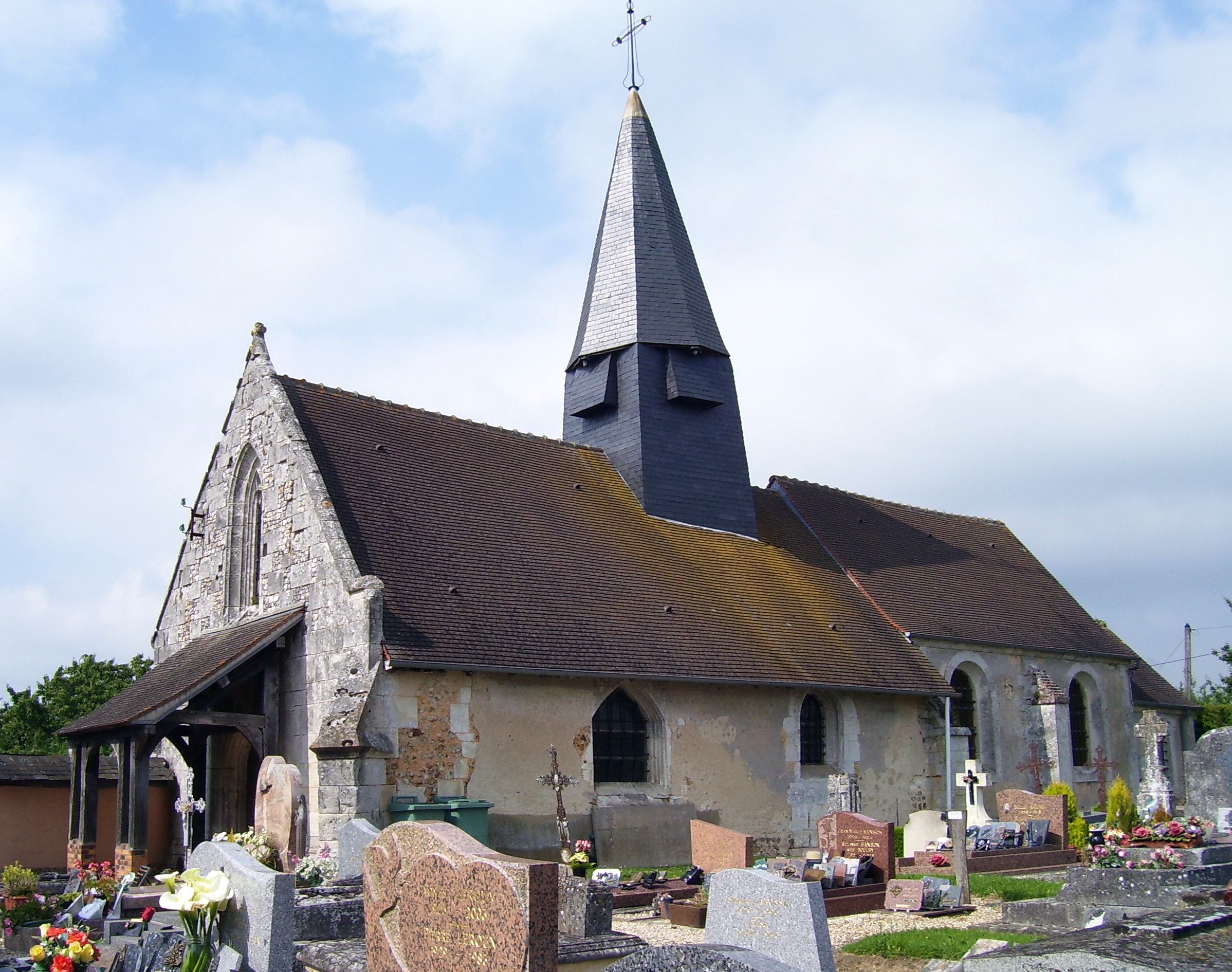
Kirche Notre-Dame

Die Kirche Notre-Dame stand unter dem Kirchenpatronat des örtlichen Seigneurs, bis Pierre de Bassigny, der 1320 ein Lehen in Franqueville besaß, sie dem Priorat Sainte-Trinite in Beaumont-le-Roger schenkte. Die Kirche wurde im Laufe der Jahrhunderte mehrfach umgebaut. Das Kirchenschiff stammt aus dem 13. und 14. Jahrhundert. Der Chor stammt aus dem 16. Jahrhundert, ebenso die Westfassade, die aus Naturwerkstein und Hornstein besteht, die schachbrettartig angeordnet sind. Der heutige Glockenturm wurde im 18. Jahrhundert hinzugefügt. Das Innere der Kirche ist mit einer Litre funéraire (‚Trauerband‘) bemalt. Darauf sind vier Wappenzeichnungen aus dem 18. Jahrhundert erhalten, deren Seiten etwa 70 Zentimeter lang sind. Bei den Wappen handelt es sich um ovale Heiratswappen, unter der Krone eines Marquis. Es handelt sich um die Wappen von Marie Bulteau und ihrem Ehemann. Außerdem befindet sich ein Taufbecken aus dem 13. Jahrhundert in der Kirche. Vor der Kirche ist ein kleiner Portalvorbau und um die Kirche herum liegt der Friedhof, auf dem eine große Eibe steht.

## Wirtschaft
Ein wichtiger Erwerbszweig der Franquevillais im 20. Jahrhundert war die Landwirtschaft, im 19. Jahrhundert war es die Weberei von Leinen, heute arbeiten nur noch 11,6 % der Erwerbstätigen in der Gemeinde.
Auf dem Gemeindegebiet gelten kontrollierte Herkunftsbezeichnungen (AOC) für Calvados und Pommeau (Pommeau de Normandie) sowie geschützte geographische Angaben (IGP) für Schweinefleisch (Porc de Normandie), Geflügel (Volailles de Normandie) und Cidre (Cidre de Normandie und Cidre normand).